# Budzyń (gmina)
Pour les articles homonymes, voir Budzyń.
Budzyń est une gmina rurale du powiat de Chodzież de la Voïvodie de Grande-Pologne, dans le centre-ouest de la Pologne.
Son siège administratif (chef-lieu) est la ville de Budzyń.
La gmina couvre une superficie de 207,61 km2 pour une population de 8 202 habitants.

## Géographie

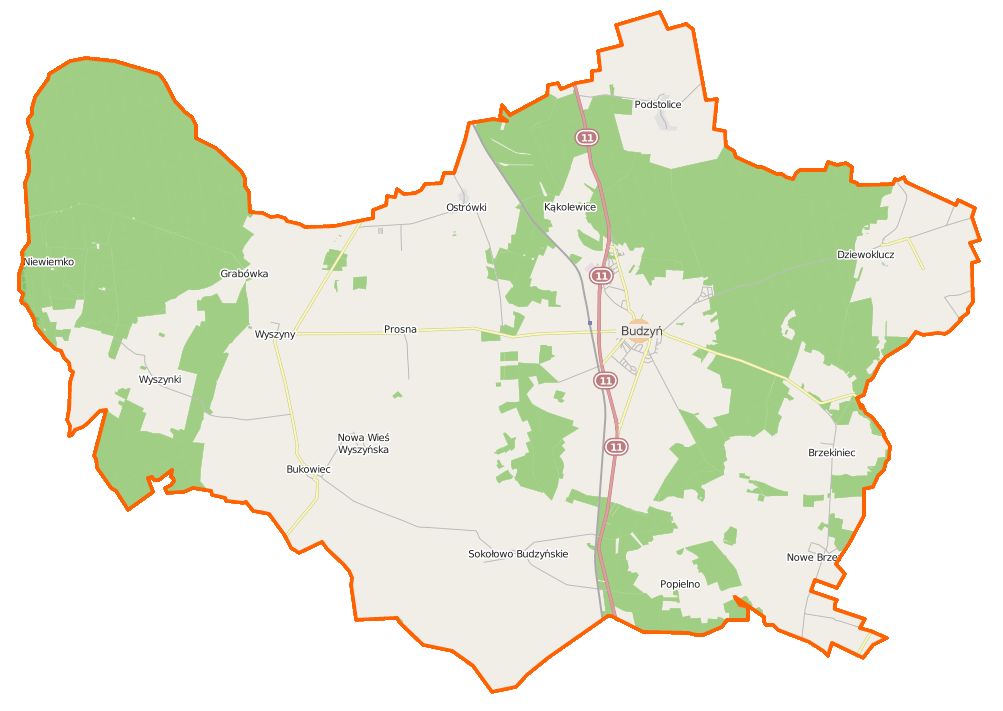
Plan de la gmina.

Outre la ville de Budzyń, la gmina inclut les villages de:
- Brzekiniec
- Bukowiec
- Dziewoklucz
- Grabówka
- Kąkolewice
- Nowe Brzeźno
- Ostrówki
- Podstolice
- Prosna
- Sokołowo Budzyńskie
- Wyszynki
- Wyszyny

### Gminy voisines
La gmina de Budzyń est bordée des gminy de:
- Chodzież
- Czarnków
- Margonin
- Rogoźno
- Ryczywół
- Wągrowiec

## Structure du terrain
D'après les données de 2002, la superficie de la commune de Budzyń est de 207,61 km2, répartis comme tel :
- terres agricoles : 59%
- forêts : 36%

La commune représente 30,5% de la superficie du powiat.

## Démographie
Données du 27 juin 2008 :
| description        | Total  | Total | Femmes | Femmes | Hommes | Hommes |
| ------------------ | ------ | ----- | ------ | ------ | ------ | ------ |
| Unité              | Nombre | %     | Nombre | %      | Nombre | %      |
| population         | 8 468  | 100   | 4 176  | 49,3   | 4 292  | 50,7   |
| Densité (hab./km²) | 40,8   | 40,8  | 20,1   | 20,1   | 20,7   | 20,7   |